# Transtorno da maturação sexual
Transtorno da maturação sexual era um diagnóstico de transtorno listado na décima edição da Classificação Internacional de Doenças (CID-10) da Organização Mundial de Saúde (OMS).
Se referia a uma ansiedade, sofrimento e depressão gerado quando o paciente está incerto quanto a sua identidade sexual ou sua orientação sexual. Era descrito como ocorrendo comumente em adolescentes que não estão certos da sua orientação, ou em adultos que após um período de orientação sexual aparentemente estável (frequentemente ligada a uma relação duradoura) percebe que sente atração por alguém do sexo diferente do parceiro ou parceira.
Em 2014 foi determinado que não havia justificação para a existência desta categoria de distúrbio mental, e o diagnóstico não foi incluído no CID-11, que entrou em vigor em janeiro de 2022.

## História
O transtorno da maturação sexual, juntamente com o transtorno do relacionamento sexual e de orientação sexual egodistônica, foi introduzida no CID em 1990, substituindo o diagnóstico de homossexualidade do CID-9. A nota seguinte foi aplicada à totalidade da parte F66, a secção em que estes três diagnósticos apareceram: "A orientação sexual por si só não deve ser considerada como um transtorno".

## Remoção do CID
Como parte do desenvolvimento do CID-11, a OMS nomeou um Grupo de Trabalho sobre a Classificação das Doenças Sexuais e Saúde Sexual para fazer recomendações sobre as categorias de doenças relacionadas com a orientação sexual (parte F66). O grupo de trabalho recomendou que toda a parte F66 fosse eliminada devido à falta de utilidade clínica, à falta de utilidade nos dados de saúde pública, e ao potencial de consequências negativas, incluindo o risco de estas categorias poderem dar apoio a "tratamentos ineficazes e antiéticos", tais como a terapia de conversão. Observou que não existem provas de que a orientação sexual não heterossexual seja em si mesma uma causa de angústia; em vez disso, existem fortes provas empíricas de que os sintomas psicológicos em pessoas não heterossexuais são o produto de discriminação, rejeição social e estigma.
Em referência especificamente ao transtorno de maturação sexual, o grupo de trabalho notou a possibilidade de esta categoria de diagnóstico ter confundido padrões normais de desenvolvimento com processos patológicos, e também notou que as pessoas com uma orientação sexual não heterossexual ou que têm inconformidade de gênero podem sofrer de stress social devido ao estigma, mas tal angústia não é indicativa de um transtorno.
Consequentemente, o CID-11 não inclui nenhuma categoria de diagnóstico que possa ser aplicada a pessoas com base na orientação sexual, alinhando o CID com o DSM-5.

## Características
O transtorno pode começar com:
- Fantasias homossexuais ou sonhos;

Entre totalmente hétero (canto superior direito), totalmente homo (canto superior esquerdo) e totalmente assexual (canto inferior) existem diversas variações de atração sexual

- Percebe que está se sentindo atraído por alguém do mesmo sexo;
- Sensação de ser diferente de seus amigos e colegas de classe; ou
- Experiência sexual não aprovada socialmente.

A confusão quanto a sexualidade podem ser agravados por:
- Estigma social que pode vir com a homossexualidade/bissexualidade;
- Falta de conhecimento;
- Não conhecer nenhum homossexual;
- Poucas oportunidades de socializar com outros adolescentes que estão tendo sentimentos semelhantes.

## Classificação
O transtorno não se limita a nenhuma orientação sexual, sendo assim a fonte de transtorno pode ser:
- Desejos homossexuais;
- Desejos bissexuais;
- Desejos heterossexuais;
- Desejos por transgêneros; ou
- Ausência de desejos sexuais.

No caso de não ter desejo sexual por ninguém, pode se suspeitar de depressão maior (ou similares) ou pode ser uma assexualidade normal e saudável.
Não se pode fazer esse diagnóstico em casos de intersexualidade (pessoas que nasceram com genitália ambígua), pois considera-se que essas pessoas tem liberdade para escolher seu gênero e sexualidade.

### Diagnóstico diferencial
- Orientação sexual egodistônica (F66.1): A pessoa sabe sua orientação e identidade sexual, mas não está satisfeita com ela e quer mudá-la.[1]
- Transtorno do relacionamento sexual (F66.2): A pessoa sabe sua orientação sexual e tem problemas no relacionamento atual por causa dela.[1]

## Tratamento

O foco do tratamento deve ser esclarecer dúvidas sobre as diversas orientações sexuais baseando-se em pesquisas científicas e sem pressionar a tomar uma escolha

O objetivo do tratamento é ajudar a pessoa a se sentir bem consigo mesma e com sua orientação sexual. Para isso é recomendado:
- Esclarecer dúvidas sobre as diversas formas de sexualidade com base em fontes científicas;
- Esclarecer dúvidas sobre relação sexual e camisinha com base em fontes científicas;
- Não pressionar nenhuma orientação específica ou celibato, deixar a própria pessoa decidir.

Os problemas psicológicos relacionados a homossexualidade e bissexualidade são proporcionais a intolerância da sociedade em que vivem, especialmente por parte de pais, responsáveis e professores. Assim, quanto mais intolerância e preconceito maior a probabilidade de depressão maior e suicídio.

### Psicoterapia
Com base na Resolução CFP 001/99:
- Art. 2° Os psicólogos deverão contribuir, com seu conhecimento, para uma reflexão sobre o preconceito e o desaparecimento de discriminações e estigmatizações contra aqueles que apresentam comportamentos ou práticas homoeróticas.
- Art. 3° - os psicólogos não exercerão qualquer ação que favoreça a patologização de comportamentos ou práticas homoeróticas, nem adotarão ação coercitiva tendente a orientar homossexuais para tratamentos não solicitados.
  - Parágrafo único - Os psicólogos não colaborarão com eventos e serviços que  proponham  tratamento e cura das homossexualidades.
- Art. 4° - Os psicólogos não se pronunciarão, nem participarão de pronunciamentos públicos, nos meios de comunicação de massa, de modo a reforçar os preconceitos sociais existentes em relação aos homossexuais como portadores de qualquer desordem psíquica.

### Não-profissionais
Recomendações para os responsáveis:
- A parte mais importante é deixar o adolescente saber que você o ama independente da orientação sexual;
- Estar disponível e com a mente aberta se o adolescente quer falar sobre orientação sexual, mas sem forçar a questão;
- Incentivar o adolescente a falar sobre a saúde sexual com um pediatra, psicólogo ou outro profissional de saúde;
- Todos adolescentes sexualmente ativos, independente de orientação sexual, devem fazer exames de IST regularmente;
- Vacina de hepatite B e HPV são recomendados independente da orientação sexual.